# 음력 12월 29일
음력 12월 29일은 음력 12월의 29번째 날이다.

## 사건
- 1494년 - 조선 10대 연산군 즉위 (음력)
- 2015년 - 조선민주주의인민공화국이 현지 시각 오전 9시(한국 시각 오전 9시 30분) 평안북도 철산군 동창리 미사일 기지에서 장거리 로켓(미사일)을 발사하였다.

## 탄생
- 1971년 - 대한민국의 배우 김상경.
- 1979년 - 대한민국의 방송인 오상진.
- 1984년 - 대한민국의 배우 박성훈.
- 1987년 - 대한민국의 배우 김수현.
- 1989년
  - 대한민국의 가수 준호(2PM)
  - 대한민국의 가수 여은(멜로디데이)

## 사망
- 798년 - 신라(新羅) 38대 왕 원성왕(元聖王).
- 1619년 - 조선의 추존 국왕 원종.

## 기념일, 연중행사
- 섣달그믐: 대한민국 - 음력 12월 30일이 없는 해에만 해당.

## 같이 보기
- 음력 360일: 1월 2월 3월 4월 5월 6월 7월 8월 9월 10월 11월 12월
- 전날:12월 28일 다음날:12월 30일 - 전달:11월 29일 다음달:1월 29일
- 양력:12월 29일
- 음력, 윤달